# Pallacanestro maschile ai Giochi centramericani e caraibici
Il campionato di pallacanestro maschile ai Giochi centramericani e caraibici si svolge con una cadenza di ogni quattro anni durante i Giochi centramericani e caraibici. Introdotto ai giochi sin dalla prima edizione del 1926, alla competizione partecipano un totali di otto squadre appartenenti alla fascia centramericana e caraibica. Attuale detentore del titolo è la squadra della Rep. Dominicana.

## Edizioni
| Edizione | Sede                       |                 | Oro        | Argento         | Bronzo |
| -------- | -------------------------- | --------------- | ---------- | --------------- | ------ |
| 1926     | Città del Messico          | Messico         | Cuba       | -               |        |
| 1930     | L'Avana                    | Messico         | Cuba       | Panama          |        |
| 1935     | San Salvador               | Messico         | Cuba       | Porto Rico      |        |
| 1938     | Panama                     | Messico Panama  | -          | Cuba            |        |
| 1946     | Barranquilla               | Messico         | Cuba       | Panama          |        |
| 1950     | Città del Guatemala        | Messico         | Panama     | Cuba            |        |
| 1954     | Città del Messico          | Messico Panama  | -          | Porto Rico      |        |
| 1959     | Caracas                    | El Salvador     | Porto Rico | Panama          |        |
| 1962     | Kingston                   | Porto Rico      | Panama     | Messico         |        |
| 1966     | San Juan                   | Porto Rico      | Messico    | Cuba            |        |
| 1970     | Panama                     | Panama          | Cuba       | Porto Rico      |        |
| 1974     | Santo Domingo              | Cuba            | Porto Rico | Messico         |        |
| 1978     | Medellín                   | Porto Rico      | Cuba       | Rep. Dominicana |        |
| 1982     | L'Avana                    | Cuba            | Porto Rico | Messico         |        |
| 1986     | Santiago de los Caballeros | Panama          | Porto Rico | Cuba            |        |
| 1990     | Città del Messico          | Messico         | Porto Rico | Cuba            |        |
| 1993     | Ponce                      | Porto Rico      | Cuba       | Bahamas         |        |
| 1998     | Maracaibo                  | Rep. Dominicana | Panama     | Venezuela       |        |
| 2002     | San Salvador               | Rep. Dominicana | Porto Rico | Belize          |        |
| 2006     | Cartagena                  | Porto Rico      | Panama     | Rep. Dominicana |        |
| 2010     | Mayagüez                   | Porto Rico      | Messico    | Rep. Dominicana |        |
| 2014     | Veracruz                   | Rep. Dominicana | Panama     | Porto Rico      |        |
| 2018     | Barranquilla               | -               | -          | -               |        |

## Medagliere
| Pos. | Nazione         | O | A | B | Totale |
| ---- | --------------- | - | - | - | ------ |
| 1.   | Messico         | 8 | 2 | 3 | 13     |
| 2.   | Porto Rico      | 6 | 6 | 4 | 16     |
| 3.   | Panama          | 4 | 5 | 3 | 12     |
| 4.   | Rep. Dominicana | 3 | 0 | 3 | 6      |
| 5.   | Cuba            | 2 | 7 | 5 | 14     |
| 6.   | El Salvador     | 1 | 0 | 0 | 1      |
| 7.   | Bahamas         | 0 | 0 | 1 | 1      |
| 7.   | Belize          | 0 | 0 | 1 | 1      |
| 7.   | Venezuela       | 0 | 0 | 1 | 1      |